# Paranomoderus perroti
Paranomoderus perroti là một loài bọ cánh cứng trong họ Cerambycidae.